# Рудники (Тернопільський район)
Ру́дники —  село в Україні, у Підгаєцькій міській громаді,  Тернопільського району Тернопільської області. Розташоване на річці Золота Липа, на південному заході району. До 2020 року було підпорядковане Литвинівській сільраді. До Рудників приєднано хутір Весняний (Фурдія). До 1990 року належало до Бережанського району.
Населення — 231 особа (2007).
Поблизу села є загально-зоологічний заказник «Рудники».

## Історія
Згадуються 11 січня 1473 року в книгах галицького суду .
Перша писемна згадка — 1476 року.

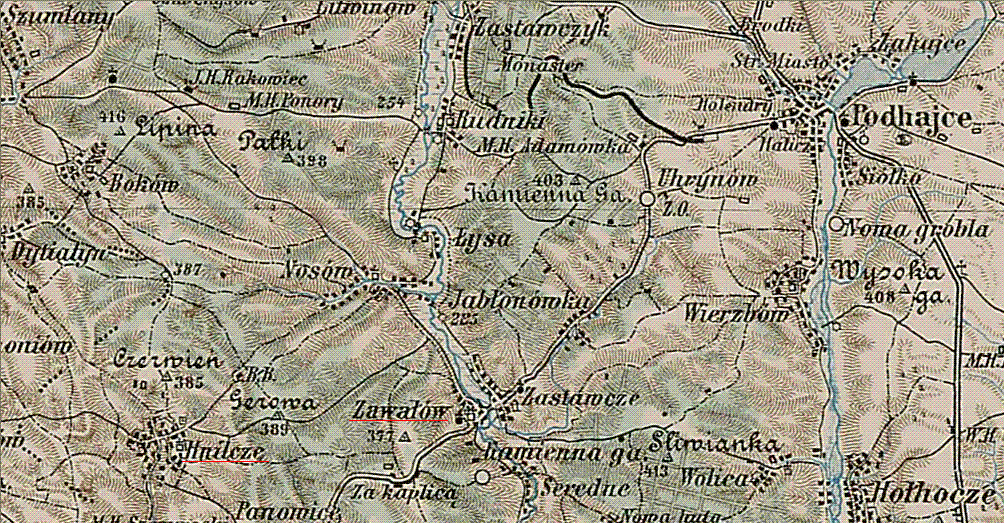
Територія навколо Рудники на військовій австрійській карті

Діяли «Просвіта» та інші товариства, кооператива.
У 1909–1944 роках проходила залізниця Львів — Підгайці.
12 червня 2020 року, відповідно до розпорядження Кабінету Міністрів України № 724-р «Про визначення адміністративних центрів та затвердження територій територіальних громад Тернопільської області» увійшло до складу Підгаєцької міської громади.
19 липня 2020 року, в результаті адміністративно-територіальної реформи та ліквідації Підгаєцького району, село увійшло до складу Тернопільського району.

## Пам'ятки
Є церква Покрови Пресвятої Богородиці (1685, дерев'на).
Встановлено пам'ятний хрест на честь скасування панщини, насипано символічний пагорб на честь Незалежност і України (1991).

## Соціальна сфера
Не Працює загальноосвітня школа І ступ., бібліотека, ФАП.

## Відомі люди

### Дідичі
- Анна Бучацька-Литвинівська — дружина белзького каштеляна Дерслава з Угнева, доброчинниця Латинського катедрального собору Львова.

## Галерея

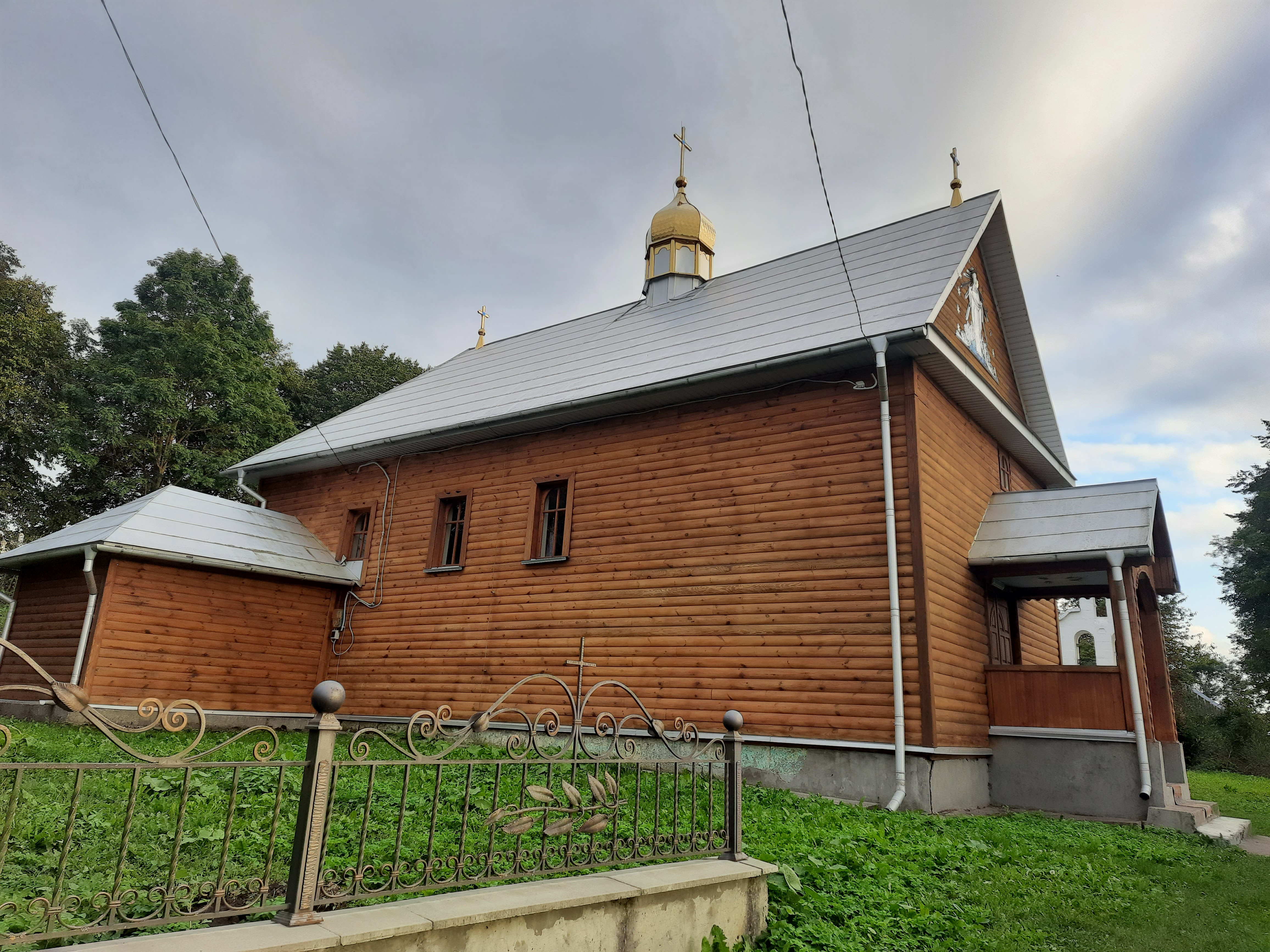
Церква Покрови Пресвятої Богородиці
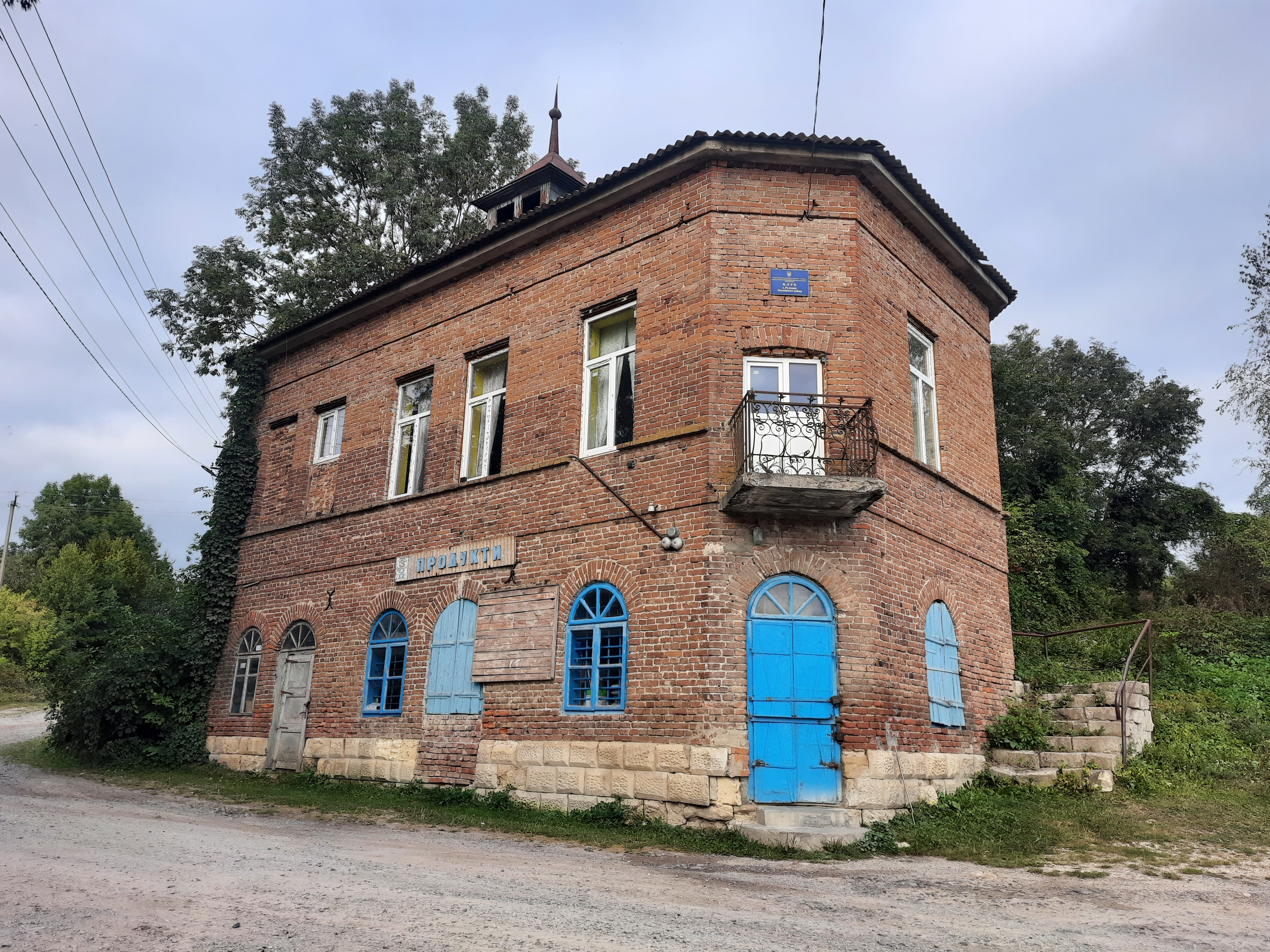
Клуб
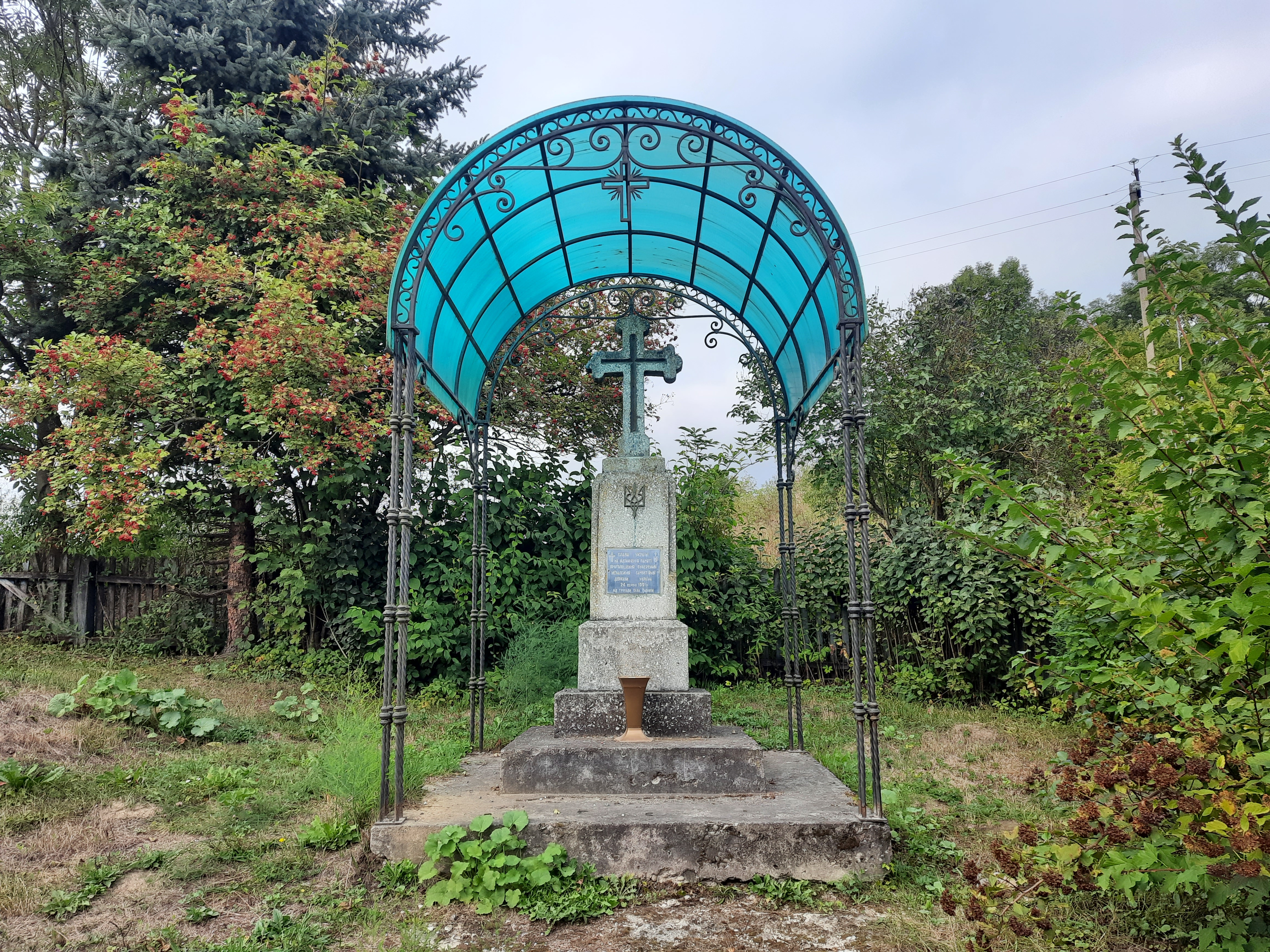
Пам'ятний хрест з нагоди проголошення незалежності України
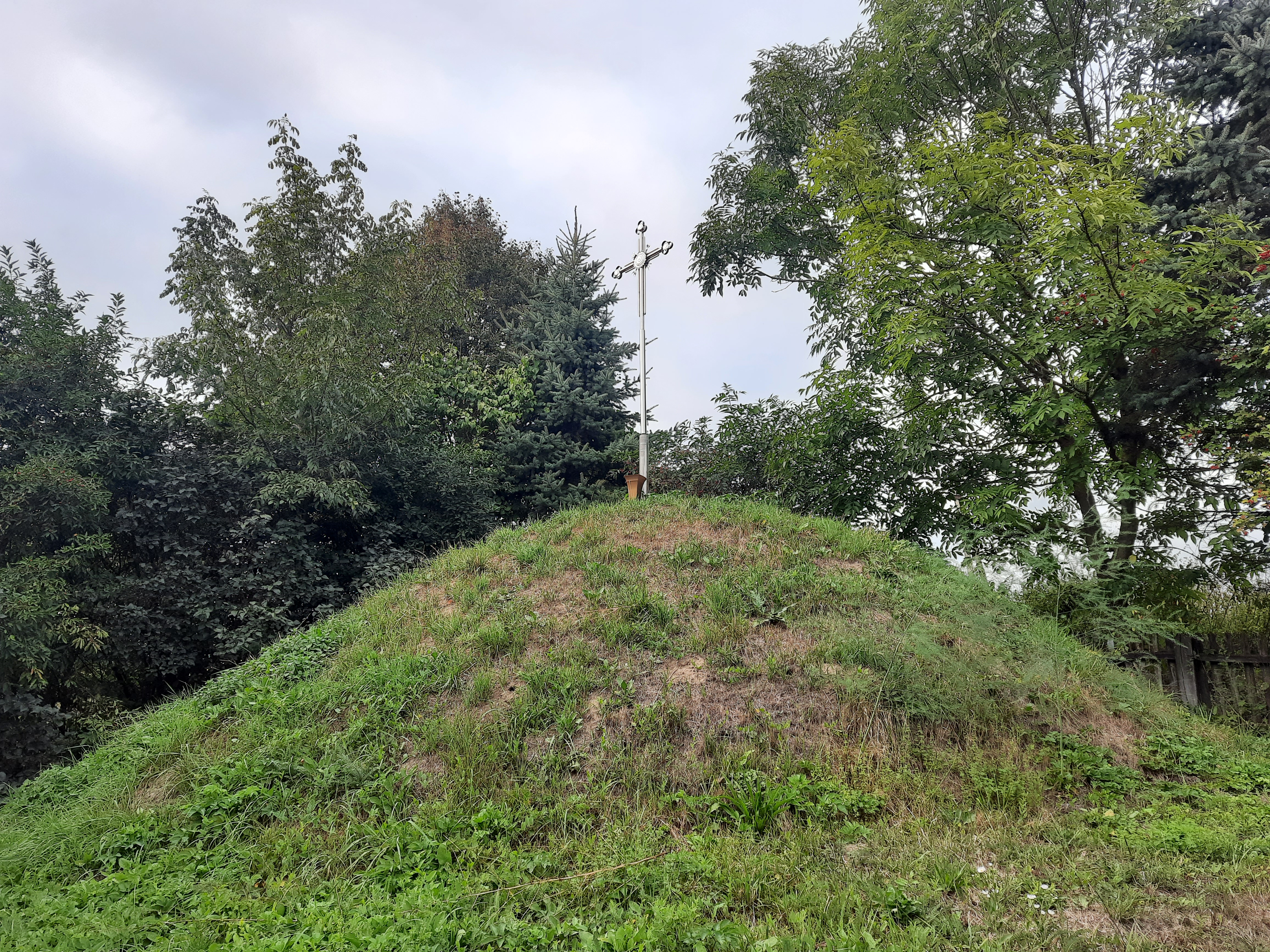
Символічна могила Борцям за волю України
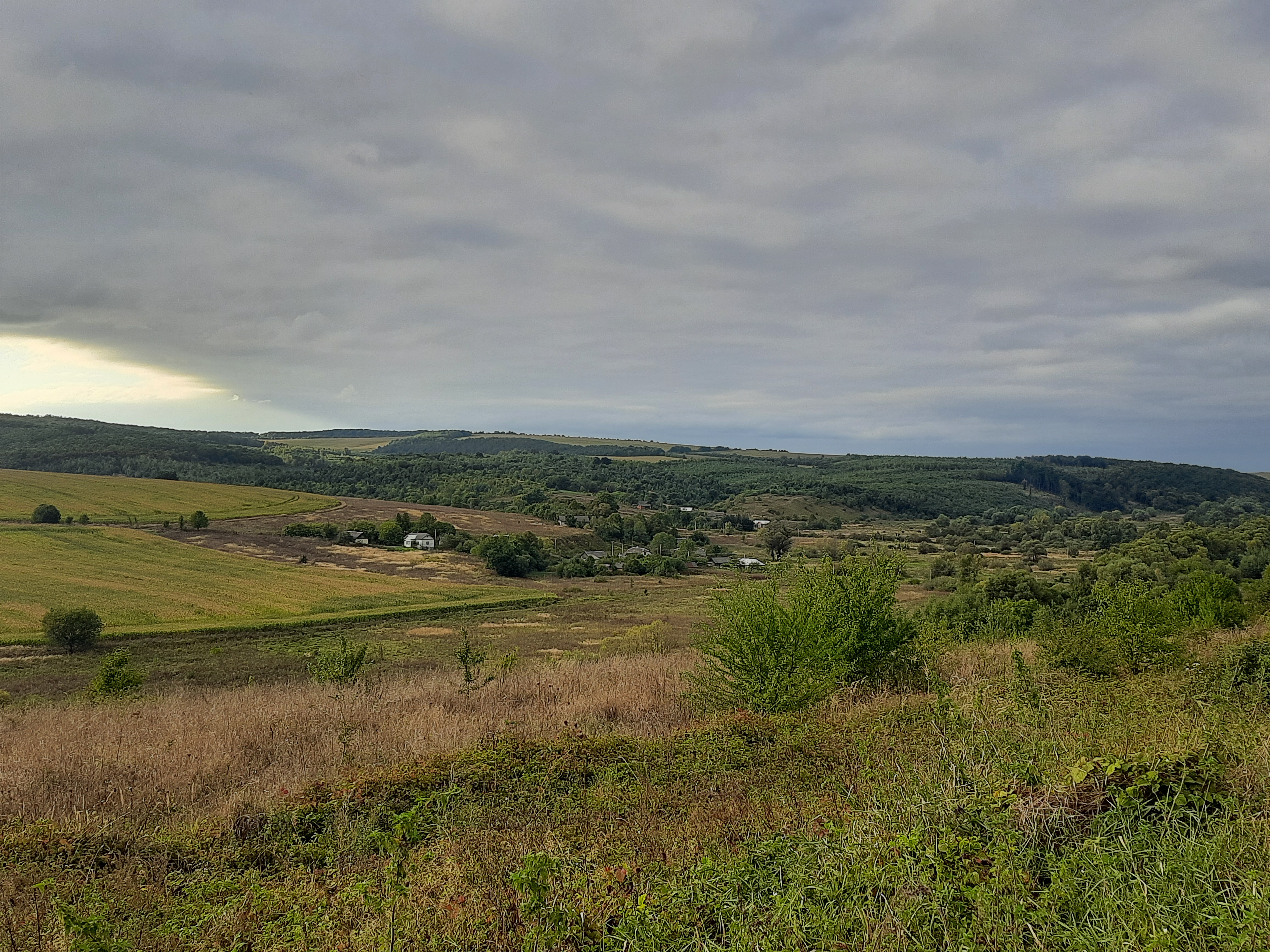
Вигляд на село з пагорба